# Disneymania (coletâneas)
Disneymania é uma série de coletâneas musicais americana, com regravação de canções clássicas da Disney, feitas por artistas do Disney Channel e artistas pop. Foram lançados, até 2010, nove álbuns da série (com duas versões especiais).

## Discografia

### Sequência dos álbuns
| Ano  | Álbum                                               | Melhor posição em paradas musicais | Melhor posição em paradas musicais | Certificações (Limiares de vendas) |
| Ano  | Álbum                                               | Billboard 200                      | Top Kids Audio                     | Certificações (Limiares de vendas) |
| ---- | --------------------------------------------------- | ---------------------------------- | ---------------------------------- | ---------------------------------- |
| 2002 | Disneymania - Lançamento: 17 de setembro de 2002    | 52                                 | 1                                  | - : Ouro                           |
| 2004 | Disneymania 2 - Lançamento: 27 de janeiro de 2004   | 29                                 | 1                                  | - : Ouro                           |
| 2005 | Disneymania 3 - Lançamento: 15 de fevereiro de 2005 | 30                                 | 1                                  | - : Ouro                           |
| 2006 | Disneymania 4 - Lançamento: 4 de abril de 2006      | 15                                 | 2                                  | - : Ouro                           |
| 2007 | Disneymania 5 - Lançamento: 27 de março de 2007     | 14                                 | 1                                  | —                                  |
| 2008 | Disneymania 6 - Lançamento: 20 de maio de 2008      | 33                                 | 1                                  | —                                  |
| 2010 | Disneymania 7 - Lançamento: 9 de março de 2010      | 78                                 | 2                                  | —                                  |

### Outros álbuns
| Ano  | Álbum                                                     | Melhor posição em paradas musicais | Melhor posição em paradas musicais | Certificações (Limiares de vendas) |
| Ano  | Álbum                                                     | Billboard 200                      | Top Kids Audio                     | Certificações (Limiares de vendas) |
| ---- | --------------------------------------------------------- | ---------------------------------- | ---------------------------------- | ---------------------------------- |
| 2005 | Disneyremixmania - Lançamento: 27 de setembro de 2005     | 146                                | 2                                  | —                                  |
| 2008 | Princess Disneymania - Lançamento: 30 de setembro de 2008 | 191                                | 5                                  | —                                  |